# Щелочной элемент
Щелочной элемент питания, щелочная батарейка (англ. alkaline battery; также в просторечии неграмотно алкалиновая батарейка, калька с английского языка) — марганцево-цинковый гальванический элемент питания с щелочным электролитом. Изобретён Льюисом Урри.
Кроме электролита, основное отличие щелочной батарейки от солевой — анод (отрицательный электрод) в виде порошка, что увеличивает ток, отдаваемый этим элементом питания.
У стандартных элементов питания с щелочным электролитом анод состоит из цинка, а материалом катода может быть двуокись марганца, оксид серебра, кислород или метагидроксид никеля}}.

## История изобретения
Впервые использовать щелочной электролит в химических источниках тока предложили независимо друг от друга Вальдемар Джангнер в 1899 году и Томас Эдисон в 1901 году. Они использовали щелочной электролит в никель-кадмиевых аккумуляторах.
В марганцево-цинковых элементах питания щелочной электролит впервые применил канадский инженер Льюис Урри в середине 1950-х годов, работавший в Union Carbide, выпускавшей элементы питания под маркой «Eveready». Льюис Урри использовал наработки Томаса Эдисона. В 1960 году Урри вместе с Карлом Кордешем и Полом Маршалом получил патент на конструкцию щелочного элемента.

## Классификация
Щелочные элементы выпускаются в двух основных вариантах:
- щелочной элемент питания (англ. Alkaline), масса таких элементов AA находится в пределах 22–24 г, ёмкость 2–3 Вт·ч, а масса и ёмкость элементов AAA — 11–12 г и 0,9–1,3 А·ч[8], ёмкость таких элементов одинакового типоразмера отличается не более, чем на треть[9];
- экономичный щелочной элемент питания (англ. ECO Alkaline) со сниженным количеством химикатов и приблизительно вдвое-втрое меньшей ёмкостью относительно обычных того же типоразмера, элементы «ECO Alkaline» типоразмера AA имеют массу около 18 г[9].

## Характеристики
Типичные характеристики щелочного элемента питания:
- напряжение холостого хода: 1,58–1,64 В[8].
- начальное напряжение: 1,4–1,64 В[10];
- конечное напряжение: 0,7–0,9 В[10];
- удельная энергия: 60–90 Вт∙ч/кг[11][10];
- удельная мощность (ориентировочно): 5 Вт/кг[11];
- рабочая температура: −20…+70 °С[12];
- сохранность: 1–3 года[11]

## Химические процессы
Гидроксид калия (KOH) диссоциирует на ионы:
{\displaystyle {\ce {K^+ + OH-}}}
Затем на аноде щелочного элемента питания проходят реакции окисления цинка.
{\displaystyle {\ce {Zn + 2OH^- -> ZnO + H_2O + 2e^-}}}
На катоде, в свою очередь, происходят реакции восстановления оксида марганца (IV) в оксид марганца (III):
{\displaystyle {\ce {2MnO_2 + H_2O + 2e^- -> Mn_2O_3 + 2OH^-}}}
В целом, химические процессы внутри элемента при использовании KOH в качестве электролита можно описать следующим уравнением:
{\displaystyle {\ce {Zn + 2KOH + 2MnO_2 + 2e^- -> 2e^- + ZnO + 2KOH + Mn_2O_3}}}
При саморазряде батареи возможна очень слабая реакция KOH и ZnO:
{\displaystyle {\ce {ZnO + 2KOH + H_2O = K_2[Zn(OH)_4]}}}
Благодаря тому, что реакция незначительна, в щелочном элементе, в отличие от солевого, электролит в процессе разрядки батареи практически не расходуется, а значит, достаточно малого его количества. Поэтому в щелочном элементе в среднем в 1,5 раза больше диоксида марганца.

## Конструкция
По конструкции щелочной элемент похож на солевой, но основные части в нём расположены в обратном порядке. Анодная паста (3) в виде цинкового порошка, пропитанного загущённым щелочным электролитом, располагается во внутренней части элемента и имеет отрицательный потенциал, который снимается латунным стержнем (2). От активной массы, диоксида марганца, смешанного с графитом или сажей (5), анодная паста отделена сепаратором (4), также пропитанным электролитом. Положительный вывод, в отличие от солевого элемента, выполнен в виде стального никелированного стакана (1), а отрицательный — в виде стальной тарелки (9). Оболочка (6) изолирована от стакана и предотвращает короткое замыкание, которое может возникнуть при установке нескольких элементов в батарейный отсек. Прокладка (8) воспринимает давление газов, образующихся при работе. Выделение газов в щелочном элементе значительно меньше, чем в солевом, поэтому объём камеры для их сбора тоже меньше. Для предотвращения взрыва батареи при неправильном использовании (например, коротком замыкании), в ней имеется предохранительная мембрана (7). При превышении давления газов происходит разрыв мембраны и разгерметизация элемента — результатом обычно становится течь электролита.
Для увеличения срока хранения в ранних конструкциях элементов производилось амальгамирование цинкового порошка, однако такой способ продления срока хранения элементов делает элементы опасными для использования в быту. Поэтому в современные элементы вводят специальные органические ингибиторы коррозии.

## Хранение и эксплуатация
Срок хранения щелочного элемента больше, чем у солевого, за счёт герметичной конструкции, также он не столь требователен к условиям хранения. Щелочные батареи могут храниться до 30 месяцев без существенной потери ёмкости.
В отличие от солевых элементов, щелочные могут работать при большем разрядном токе. Кроме того, отсутствует эффект «усталости» элемента, когда после работы на большой нагрузке происходит значительное падение напряжения на выводах элемента, и для восстановления его работоспособности требуется определённое время «отдыха». Однако при коротком замыкании или установке в неверной полярности также возможна течь электролита.

## Области применения
Щелочной элемент имеет то же рабочее напряжение, что и обычный марганцево-цинковый при большей ёмкости, разрядном токе, сроке хранения и рабочем диапазоне температур. Щелочные элементы выпускаются в тех же типоразмерах, что и солевые, и потому могут применяться в тех же приборах, например, в фонарях, электронных игрушках, переносных магнитофонах и т. д. Однако, за счёт лучших разрядных характеристик возможно применение их как в устройствах, потребляющих значительный ток (фотовспышки, радиоуправляемые модели), так и в устройствах, потребляющих относительно небольшой ток в течение длительного времени (электронные часы).

## Сравнение солевых и щелочных элементов
Благодаря такой конструкции, у щелочного элемента есть следующие особенности:
- Отсутствие расхода электролита, а значит меньшее его количество, необходимое для работы
- Анодом является порошкообразный цинк, а не цинковый стакан, поэтому реакция идёт на значительно большей поверхности.
- Меньше газовыделение, благодаря чему элемент можно делать полностью герметичным[19].

Отсюда можно выделить следующие преимущества и недостатки:

### Преимущества
- Ёмкость — в 1,5-10 раз больше, чем у солевых элементов, в зависимости от режима работы, при том же типоразмере элемента[20]
- Меньший саморазряд, длительный срок хранения[12]
- Лучшая работа при низких температурах[12]
- Лучшая работа при больших токах нагрузки[12]
- Меньше падение напряжения по мере разряда[18]

### Недостатки
- Более высокая цена[21]
- Большая масса
- Неприемлемы способы восстановления работоспособности, применимые для солевых элементов. Однако существуют особые конструкции щелочных элементов, допускающие определённое количество (обычно до 25) перезарядок[22]. Такие элементы называют «Rechargeable Alkaline Manganese» (RAM, перезаряжаемые щелочные марганцевые).